# Врачешки манастир
Вижте пояснителната страница за други значения на Свети четиридесет мъченици.
Врачешкият манастир „Свети Четиридесет мъченици Севастийски“ е действащ девически манастир на Българската православна църква, част от Ловчанската епархия.

## Местоположение
Разположен на 5 километра западно от село Врачеш и на 10 километра от Ботевград.

## История
Врачешкият манастир е основан през XIII век След битката при Клокотница, когато цар Иван Асен II побеждава епирският деспот Теодор Комнин. Битката става в деня, когато се празнува паметта на Свети четиридесет мъченици и благодарният цар победител в тяхна чест построява множество църкви и манастири носещи тяхното име. При създаването си манастирът е мъжки, а братята монаси усърдно преписват и разпространяват богослужебни книги. През XVII век има действащо килийно училище. През XV и XVIII век е опожаряван. Манастирът потъва в забрава до 1890 г. През 1891 г. върху старите основи най-известният майстор в Ботевградския край Вуно Марков построява скромна църква. Възстановява се монашеският живот в манастира. Отначало се подвизават мъже монаси, а от 1937 г. обителта става девическо общежитие, като първата игумения е майка Касиана. Понастоящем е постоянно действащ.

## Архитектура
Представлява комплекс от черква, жилищни и стопански сгради. Манастирската черква е еднокорабна, едноапсидна, безкуполна, с вътрешен и открит притвор, над който се издига камбанария. В една от жилищните сгради по-късно е построен параклис, посветен на Св. Климент Охридски. В близост до манастира, на десния бряг на реката е манастирското аязмо. Над манастира се издига остър връх, на който са останките от крепостта Градище (Чешковград).
Днес манастирът е обявен за паметник на културата.